# Iresioides cyanipennis
Iresioides cyanipennis là một loài bọ cánh cứng trong họ Cerambycidae.